# Выселки (Кировская область)
Вы́селки — деревня в Унинском муниципальном округе Кировской области России.

## География
Деревня находится в юго-восточной части Кировской области, в зоне хвойно-широколиственных лесов, на правом берегу реки Керзя, на расстоянии приблизительно 23 км (по прямой) к западу-юго-западу (WSW) от посёлка городского типа Уни, административного центра района. Абсолютная высота — 169 м над уровнем моря.
Климат
Климат характеризуется как умеренно континентальный, с умеренно холодной снежной зимой и тёплым летом. Среднегодовая температура — 1,5 °C. Средняя температура воздуха самого холодного месяца (января) составляет −14,7 °C (абсолютный минимум — −45 °С); самого тёплого месяца (июля) — 18,1 °C (абсолютный максимум — 37 °С). Годовое количество атмосферных осадков — 533 мм.
Часовой пояс
Деревня Выселки, как и вся Кировская область, находится в часовой зоне МСК (московское время). Смещение применяемого времени относительно UTC составляет +3:00.

## Население
| 2010 |
| ---- |
| 27   |

Половой состав
По данным Всероссийской переписи населения 2010 года, в гендерной структуре населения мужчины составляли 37 %, женщины — соответственно 63 %.
Национальный состав
Согласно результатам переписи 2002 года, в национальной структуре населения русские составляли 10 % из 28 чел.